# Nowosilske (Ismajil)
Nowosilske (ukrainisch Новосільське; russisch Новосельское Nowoselskoe, rumänisch Satu-Nou) ist ein Dorf im Budschak im äußersten Südwesten der Ukraine mit etwa 3500 Einwohnern (2006).

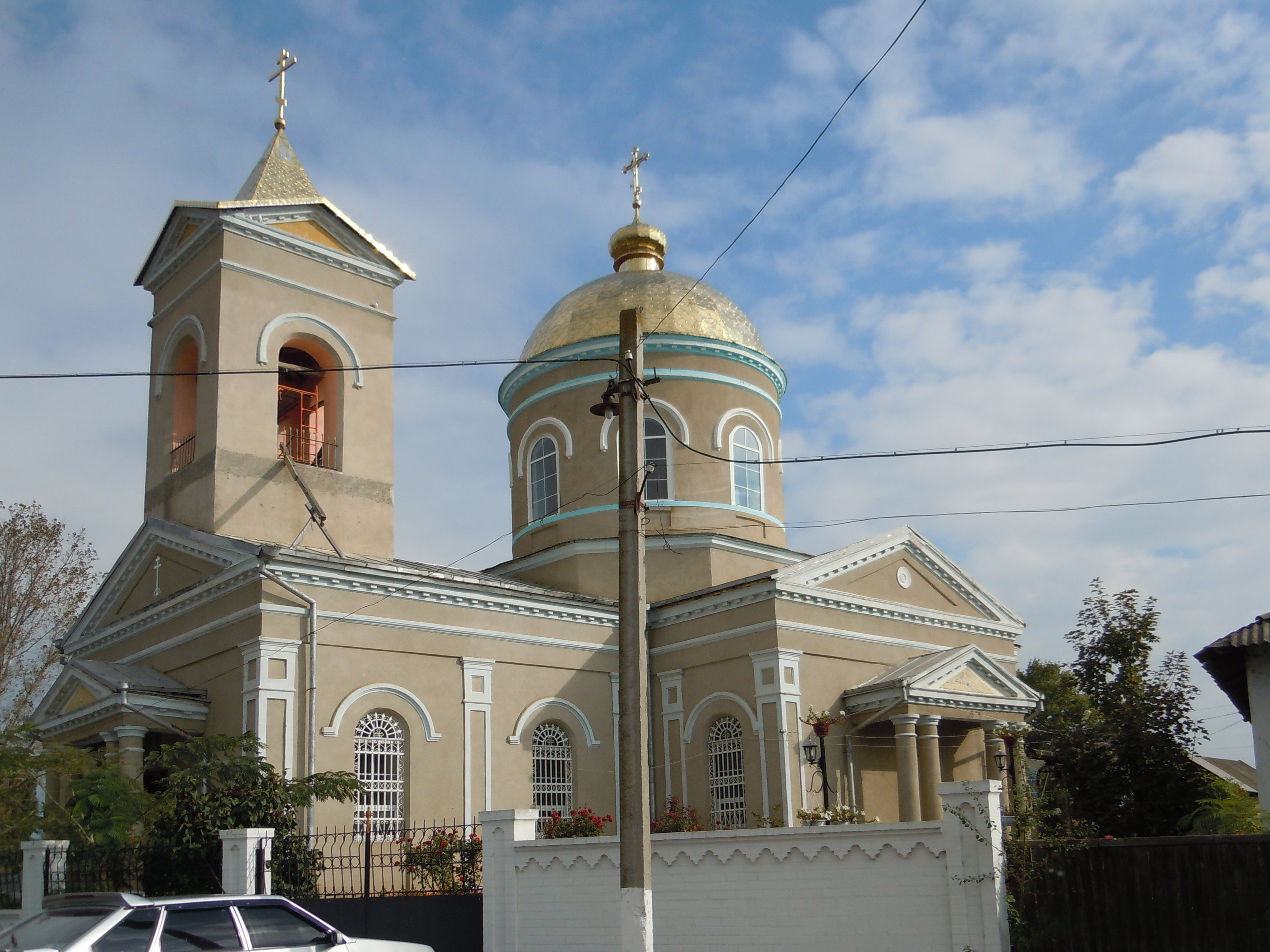
Kirche in Nowosilske

Am 14. November 1945 erhielt die Ortschaft, welche bis dahin den ukrainischen Namen Satunowe (Сатунове) trug ihren heutigen Namen.
Bei dem 1813 unter dem Namen Satul-Nou (ukrainisch Сатул-Ноу) gegründeten Dorf überquerten zu Beginn des Russisch-Türkischen Kriegs von 1828/29 am 27. Mai 1828, in Anwesenheit des russischen Kaisers Nikolaus I., russische Truppen die Donau, um die nördliche Dobrudscha zu besetzen.
Ihren heutigen Namen erhielt die Ortschaft 1947.
Nowosilske liegt westlich von Kuhurluj und Jalpuhsee im Rajon Ismajil der Oblast Odessa an der Fernstraße M 15 zwischen dem ehemaligen Rajonzentrum Reni und der Stadt Ismajil. Das Oblastzentrum Odessa liegt etwa 270 Kilometer nordöstlich des Dorfes.
Die Donau, die hier die Grenze zwischen der Ukraine und Rumänien bildet, liegt etwa 10 km südlich bei Orliwka.
Am 12. Juni 2020 wurde das Dorf ein Teil der Stadtgemeinde Reni; bis dahin bildete es die Landratsgemeinde Nowosilske (Новосільська сільська рада/Nowosilska silska rada) im Westen des Rajons Reni.
Seit dem 17. Juli 2020 ist es ein Teil des Rajons Ismajil.